# Grand Champion international de course
 (février 2025).
Si vous disposez d'ouvrages ou d'articles de référence ou si vous connaissez des sites web de qualité traitant du thème abordé ici, merci de compléter l'article en donnant les références utiles à sa vérifiabilité et en les liant à la section « Notes et références ».
Albums de Les Trois Accords
Gros Mammouth Album Turbo
(2004) En beau country
(2008)
Singles
1. Grand champion
Sortie : Août 2006
2. Tout nu sur la plage
Sortie : Novembre 2006
3. Ton avion
Sortie : Mars 2007
4. Youri
Sortie : Juillet 2007
5. Bac à fleurs
Sortie : N/D

Grand Champion International de Course est le deuxième album studio du groupe québécois Les Trois Accords, sorti en 2006. Il fait suite à Gros Mammouth album turbo.
Cet album a été lauréat du prix de l'« Album de l'année - rock » au Gala ADISQ en 2007. En septembre 2007, l'album avait obtenu une certification « or » de la CRIA pour des ventes de 50 000 unités. La chanson Grand champion extraite de l'album a obtenu le prix de la SOCAN pour sa première position pour la diffusion sur les ondes radiophoniques en 2007.

## Liste des chansons
| No  | Titre                  | Durée |
| --- | ---------------------- | ----- |
| 1.  | Bing bing              | 3:12  |
| 2.  | St-Cyrille-de-Wendover | 2:45  |
| 3.  | Grand champion         | 3:07  |
| 4.  | M'as-tu dit?           | 1:53  |
| 5.  | Gratte-moi             | 2:34  |
| 6.  | Tout nu sur la plage   | 3:35  |
| 7.  | Jean                   | 3:10  |
| 8.  | Ton avion              | 2:44  |
| 9.  | Louis-Félix-Antoine    | 3:13  |
| 10. | Pièce de viande        | 2:37  |
| 11. | Youri                  | 3:12  |
| 12. | Bac à fleurs           | 3:13  |
| 13. | Tu                     | 3:06  |
| 14. | Je t'ai vu me voir     | 3:01  |
| 15. | Mégaphotocopie         | 3:19  |

## Extraits (En ordre chronologique)
- Grand champion (août 2006)
- Tout nu sur la plage (novembre 2006)
- Ton Avion (2007)
- Youri (juillet 2007)